# Twinkle (cantora)
Lynn Annette Ripley, mais conhecida por Twinkle (Surrey, 15 de julho de 1948 — Ilha de Wight, 21 de maio de 2015) foi uma cantora inglesa que fez sucesso nos anos 1960.

## Biografia
Começou na carreira com apenas dezesseis anos de idade, em 1964, quando o single de estreia "Terry" alcançou o quarto lugar nas paradas do Reino Unido daquele ano e permaneceu no topo durante quinze semanas; o músico Jimmy Page, que viria a se tornar famoso com o Led Zeppelin, atuou na gravação.
A canção causou polêmica, merecendo a censura por conta de políticos e não foi executada em emissoras como a BBC por incentivar, segundo eles, que motociclistas guiassem o veículo sem a devida proteção; ela continuou na carreira mas, sem atingir o sucesso inicial, parou a carreira aos dezoito anos; mais tarde tentou retomar a carreira, novamente sem conseguir atingir algum reconhecimento.
Foi casada com o ator Graham Rogers, com quem teve dois filhos; era tia da atriz Fay Ripley.
Após lutar por cinco anos contra um câncer, faleceu em 21 de maio de 2015, na Ilha de Wight.